# Artur Bartosik
Artur Stanisław Bartosik (ur. 30 grudnia 1953 w Pińczowie) – polski inżynier mechanik, doktor habilitowany nauk technicznych, profesor nadzwyczajny Politechniki Świętokrzyskiej, w kadencjach 2012–2016 i 2016–2020 dziekan Wydziału Zarządzania i Modelowania Komputerowego tej uczelni.

## Życiorys
Absolwent Liceum Ogólnokształcącego im. Hugona Kołłątaja w Pińczowie (1972). W 1977 ukończył studia na Wydziale Mechaniczno-Energetycznym Politechniki Wrocławskiej. Doktoryzował się w 1989 na Politechnice Świętokrzyskiej, tamże w 2010 uzyskał stopień naukowy doktora habilitowanego (w oparciu o rozprawę pt. Badania symulacyjne i eksperymentalne osiowo-symetrycznego przepływu drobno- i grubodyspersyjnej hydromieszaniny w przewodach tłocznych).
Od 1983 związany z Politechniką Świętokrzyską, na której doszedł do stanowiska profesora nadzwyczajnego. W 1994 na uczelni tej zorganizował centrum kształcenia ustawicznego, którym kierował do 2002. W kadencjach 2012–2016 oraz 2016–2020 wybierany był na dziekana Wydziału Zarządzania i Modelowania Komputerowego PŚk. Odbył staże naukowe na Uniwersytecie Saskatchewan (1990–1992) i Uniwersytecie Technicznym Ilmenau (2012).
W 2001 współtworzył Świętokrzyskie Centrum Innowacji i Transferu Technologii, którego prezesem był do 2007.
Jego zainteresowania badawcze obejmują m.in. symulację strat tarcia w turbulentnym przepływie hydromieszanin i tłumienie turbulencji. Opublikował kilkukrotnie wznawiany skrypt pt. Laboratorium mechaniki płynów. Został członkiem Sekcji Mechaniki Płynów Komitetu Mechaniki PAN oraz Polskiego Towarzystwa Mechaniki Teoretycznej i Stosowanej, którego był skarbnikiem w latach 1996–2000.
Odznaczony Srebrnym Krzyżem Zasługi (2010).